# Bruno Garzena
Bruno Garzena (Venaria Reale, 2 febbraio 1933 – Torino, 30 luglio 2024) è stato un calciatore italiano, di ruolo difensore.

## Caratteristiche tecniche
Descritto come «l'archetipo del terzino» dal compagno di squadra Giampiero Boniperti, Garzena era solito giocare sulla fascia sinistra, pur disimpegnandosi all'occorenza anche sull'altro lato del campo; rare furono le sue incursioni a rete, non essendo all'epoca richiesto ai terzini una spinta offensiva. Il tempismo negli interventi difensivi – con contrasti e tackle – gli fece guadagnare il soprannome di Falco di Venaria.

## Carriera

### Giocatore

#### Club
Cresciuto nel mito di Virginio Rosetta, entrò nelle giovanili della Juventus fin dall'età di dodici anni, nel 1945. Esordì diciannovenne con i bianconeri in un Juventus-Inter del 1952 finita 2-1.
Dopo un prestito all'Alessandria per la stagione di Serie B 1953-1954, tornò in pianta stabile a Torino ed entrò a far parte della prima squadra bianconera, vestendone la maglia per sei stagioni consecutive: si guadagnò progressivamente i galloni da titolare fino a giocare la sua migliore stagione col campionato 1957-1958, in cui Garzena giocò tutte le gare di un torneo che culminò per la Juventus nella conquista della prima stella. In questo lasso di tempo sotto la Mole – coinciso col ciclo del Trio Magico –, il terzino vinse due scudetti e due Coppe Italia.
Nel 1960 fu temporaneamente ingaggiato in prestito dal Lanerossi Vicenza, facendo ritorno in Piemonte nella stagione 1961-1962. Successivamente vestì le maglie di Modena, in prestito, e del Napoli, concludendo infine la carriera all'Ivrea a poco più di trent'anni, per la mancanza di ulteriori stimoli.

#### Nazionale
Il 23 marzo 1958 esordì in nazionale maggiore, a Vienna, in una gara di Coppa Internazionale contro l'Austria; quella rimase l'unica sua presenza in maglia azzurra.

### Dopo il ritiro
Garzena, finita la carriera sportiva, si dedicò all'imprenditoria, fondando la Global Service, impegnata nell'associazione temporanea di imprese di servizi ai fini di ottenere appalti per grosse strutture industriali e sanitarie.
Nel 2010 divenne presidente dell'Alessandria.

## Statistiche

### Cronologia presenze e reti in nazionale
| Cronologia completa delle presenze e delle reti in nazionale ― Italia | Cronologia completa delle presenze e delle reti in nazionale ― Italia | Cronologia completa delle presenze e delle reti in nazionale ― Italia | Cronologia completa delle presenze e delle reti in nazionale ― Italia | Cronologia completa delle presenze e delle reti in nazionale ― Italia | Cronologia completa delle presenze e delle reti in nazionale ― Italia | Cronologia completa delle presenze e delle reti in nazionale ― Italia | Cronologia completa delle presenze e delle reti in nazionale ― Italia |
| Data                                                                  | Città                                                                 | In casa                                                               | Risultato                                                             | Ospiti                                                                | Competizione                                                          | Reti                                                                  | Note                                                                  |
| --------------------------------------------------------------------- | --------------------------------------------------------------------- | --------------------------------------------------------------------- | --------------------------------------------------------------------- | --------------------------------------------------------------------- | --------------------------------------------------------------------- | --------------------------------------------------------------------- | --------------------------------------------------------------------- |
| 23-3-1958                                                             | Vienna                                                                | Austria                                                               | 3 – 2                                                                 | Italia                                                                | Coppa Internazionale                                                  | -                                                                     |                                                                       |
| Totale                                                                |                                                                       | Presenze                                                              | 1                                                                     |                                                                       | Reti                                                                  | 0                                                                     |                                                                       |

## Palmarès

### Club
- Campionato italiano: 2

Juventus: 1957-1958, 1959-1960
- Coppa Italia: 2

Juventus: 1958-1959, 1959-1960